# Elio Boncompagni
Pour les articles homonymes, voir Elio (homonymie).
Elio Boncompagni, né le 8 mai 1933 à Caprese Michelangelo  dans la province d'Arezzo et mort le 9 novembre 2019 à Florence, est un maître de chapelle et chef d'orchestre italien ainsi que directeur musical à Aix-la-Chapelle. 

## Biographie
Elio Boncompagni naît le 8 mai 1933 à Caprese Michelangelo dans la province d'Arezzo,.
Après des études de violon et de composition au Conservatoire Luigi Cherubini de Florence, Boncompagni s'installe au Conservatoire Santa Cecilia de Rome pour suivre des cours de direction avec Franco Ferrara. Pendant ce temps, il remporte des prix aux concours internationaux de direction d'orchestre de la RAI à Milan et de la Radio Hilversum. Il accompagne ensuite Tullio Serafin en tant qu'élève et assistant lors de ses prestations avec des orchestres internationaux.
Après cette période, il travaille dans des théâtres renommés et des théâtres en Europe. Pendant quatre ans, il dirige l'orchestre du Théâtre Royal de la Monnaie à Bruxelles, puis deux ans comme chef d'orchestre au Théâtre dramatique royal de Stockholm. Il devient ensuite directeur artistique et chef d'orchestre du Teatro San Carlo de Naples pendant trois ans, puis directeur permanent de l'Opéra de Vienne pendant cinq ans. Entre-temps, il est invité comme chef à se produire avec des orchestres tels que l'Orchestre symphonique de Vienne, l'Orchestre symphonique de Londres, l'Opéra de Paris, le Deutsche Oper Berlin et le Staatsoper Unter den Linden ou le Bayerische Staatsoper.
En 1996, Boncompagni s'installe au Théâtre d'Aix-la-Chapelle, où il dirige le Sinfonieorchester Aachen et le Sinfonische Chor Aachen d'abord pendant un an comme directeur musical général par intérim, puis jusqu'en 2002 comme directeur musical général permanent. Pendant ce temps, il se distingue en particulier avec la création scénique de l'ancienne version viennoise des opéras de Donizetti Don Sebastiano ainsi qu'avec Maria di Rohan, également une reconstruction d'une version viennoise, pour laquelle il reçoit un prix de la presse allemande pour le meilleur programme de la saison symphonique en Allemagne.
Après son séjour à Aix-la-Chapelle, Boncompagni retourne en Italie, où il travaille comme professeur privé dans les conservatoires de Pérouse et de Pesaro, entre autres, mais s'occupe également de nombreux arrangements avec de grands opéras tels que le Teatro Verdi à Trieste, le Teatro dell'Opera à Rome ou le Teatro del Maggio à Florence, ainsi que de la direction musicale à l'étranger.
Tout au long de sa carrière, Boncompagni s'est distingué par sa profonde connaissance du répertoire italien, et en particulier par son interprétation des œuvres de Gaetano Donizetti, et a utilisé à plusieurs reprises cette expérience comme thème principal dans ses performances. Ces dernières années, il a enregistré des CD et des disques remarquables des opéras de Donizetti Anna Bolena, Maria Stuarda, Maria di Rohan avec divers orchestres ainsi qu'un portrait Donizetti des arias et des ouvertures avec la soprano Edita Gruberová.
Il meurt le 9 novembre 2019 à Florence à 86 ans d'une pneumonie qu'il avait contractée lors de sa dernière tournée en septembre.